# Latjın
Latjın (ryska: Лачин) är en distriktshuvudort i Azerbajdzjan.   Den ligger i distriktet Latjın rajonu, i den sydvästra delen av landet, 300 km väster om huvudstaden Baku. Latjın ligger 889 meter över havet och antalet invånare är 2 300.